# 猪口一郎
猪口 一郎（いのくち いちろう、1933年11月16日 - 2013年6月9日）は、日本の実業家。野村不動産社長、会長を務めた。

## 経歴
山形県出身。1958年に一橋大学商学部を卒業し、同年に野村證券に入社。
広島支店長、京都支店長、名古屋支店長、取締役、首都圏本部長、常務を歴任し、1987年12月に野村不動産専務に就任。副社長を経て、1992年6月から1995年6月までに社長を務め、1995年6月から1996年6月までに会長を務めた。
2013年6月9日、肺炎のために死去。79歳没。